# Deputati della X legislatura del Regno d'Italia
Questo elenco riporta i nomi dei deputati della X legislatura del Regno d'Italia.

## A
- Filippo Abignente
- Francesco Accolla
- Giovanni Acerbi
- Carlo Acquaviva d'Aragona
- Ferdinando Acton
- Guglielmo Acton
- Vincenzo Adami
- Carlo Alfieri di Sostegno
- Luigi Alippi
- Diego Aliprandi
- Giuseppe Giacomo Alvisi
- Luigi Amabile
- Vincenzo Amaduri
- Emerico Amari
- Nicola Amore
- Davide Andreotti
- Ferdinando Andreucci
- Giuseppe Andrea Angeloni
- Francesco Annoni di Cerro
- Giovanni Antona Traversi
- Giuseppe Antonini
- Casimiro Ara
- Antonio Araldi
- Luigi Arrigossi
- Carlo Arrivabene Valenti Gonzaga
- Antonio Arrivabene
- Giorgio Asproni
- Felice Assanti Pepe
- Damiano Assanti
- Domenico Asselta
- Pasquale Atenolfi di Castelnuovo
- Rodolfo Audinot
- Michele Avitabile

## B
- Luigi Baino
- Policarpo Bandini
- Augusto Barazzuoli
- Angelo Bargoni
- Vincenzo Barone
- Giovanni Barracco
- Luigi Bartolini
- Pio Bartolucci Godolini
- Girolamo Bassi
- Pietro Bastogi
- Federico Bellazzi
- Federico Bellelli
- Giulio Bellinzaghi
- Pier Luigi Bembo Salomon
- Achille Bernardi
- Lauro Bernardi
- Vittorio Bersezio
- Agostino Bertani
- Cesare Bertea
- Carlo Berti Pichat
- Domenico Berti
- Lodovico Berti
- Giovanni Battista Bertini
- Michele Bertolami
- Ettore Bertolè Viale
- Giuseppe Biancheri
- Giuseppe Biancheri (1815-1878)
- Alessandro Bianchi
- Celestino Bianchi
- Antonio Billia
- Luigi Binard
- Nino Bixio
- Carlo Bon Compagni di Mombello
- Filippo Bonacci
- Romualdo Bonfadini
- Ruggiero Bonghi
- Giovanni Bonomi
- Francesco Borgatti
- Guido Borromeo
- Giovanni Bortolucci
- Luigi Bosi
- Nicola Botta
- Michelangelo Bottari
- Giovan Battista Bottero
- Carlo Botticelli
- Francesco Bove
- Giacomo Bracci
- Vincenzo Stefano Breda
- Raimondo Brenna
- Francesco Brescia Morra
- Giuseppe Brida di Lessolo
- Bellino Briganti Bellini
- Giuseppe Briganti Bellini
- Filippo Brignone
- Emilio Broglio
- Gaetano Brunetti
- Giuseppe Bruno
- Gustavo Bucchia
- Sante Bullo
- Pietro Buratti
- Leonida Busi

## C
- Antonio Caccianiga
- Giovanni Cadolini
- Raffaele Cadorna
- Giuseppe Cafisi
- Carlo Cagnola
- Giovanni Battista Cagnola
- Benedetto Cairoli
- Claudio Calandra
- Salvatore Calvino
- Marco Calvo
- Francesco Camerata Scovazzo
- Gabriele Camozzi Vertova
- Angelo Raffaele Campisi
- Giulio Camuzzoni
- Rosario Cancellieri
- Fabio Cannella
- Giovanni Cantoni
- Giovanni Cappellari della Colomba
- Filippo Capone
- Michele Capozzi
- Alvise Carazzolo
- Vincenzo Carbonelli
- Fabio Carcani di Montaltino
- Giuseppe Carcassi
- Carlo Carfora
- Andrea Carganico
- Giacinto Carini
- Carlo Carleschi
- Francesco Gaetano Carrara
- Michele Casaretto
- Camillo Casarini
- Luigi Agostino Casati
- Stefano Castagnola
- Luigi Castellani Fantoni
- Giovanni Battista Castellani
- Francesco Castelli
- Benedetto Castiglia
- Carlo Cattaneo
- Leopoldo Cattani Cavalcanti
- Francesco Paolo Catucci
- Alberto Cavalletto
- Ferdinando Cavalli
- Gaspare Cavallini
- Ippolito Cavriani
- Francesco Cedrelli
- Giuseppe Ceneri
- Giuseppe Checchetelli
- Desiderato Chiaves
- Luigi Chidichimo
- Pasquale Ciccarelli
- Antonio Ciccone
- Giuseppe Ciliberti
- Vincenzo Cimino
- Andrea Cittadella Vigodarzere
- Giuseppe Civinini
- Luigi Colesanti
- Giacomo Collotta
- Jacopo Comin
- Alerino Como
- Domenico Concini
- Davide Consiglio
- Augusto Conti
- Michele Coppino
- Patrizio Corapi
- Luigi Corbelli Ferrari
- Filippo Cordova
- Antonio Corrado
- Cesare Correnti
- Tommaso Corsini
- Tommaso Corsi
- Clemente Corte
- Paolo Cortese
- Gaetano Cosentini
- Enrico Cosenz
- Antonio Costa
- Luigi Costa
- Marcello Costamezzana
- Cottù di Roccaforte Lorenzo
- Francesco Crispi
- Edoardo Crotti di Costigliole
- Francesco Cucchi
- Efisio Cugia di Sant'Orsola
- Antonino Cumbo Borgia
- Pier Ambrogio Curti
- Francesco Raffaele Curzio
- Francesco Cuzzetti

## D
- Eduardo d'Amico
- Luigi d'Ancona
- Sansone d'Ancona
- Alessandro d'Aste Ricci
- Mariano d'Ayala
- Giovanni d'Ondes Reggio
- Vito d'Ondes Reggio
- Abele Damiani
- Domenico Damis
- Niccolò Danzetta
- Francesco De Blasiis
- Filippo De Boni
- Carlo De Capitani
- Giuseppe De Cardenas
- Carlo De Cesare
- Gennaro De Filippo
- Giovanni De Lorenzi
- Francesco De Luca
- Giuseppe De Luca
- Giacomo De Martino
- Gaetano De Pasquali
- Ruggero De Ruggieri
- Francesco De Sanctis
- Alessandro De Sterlich
- Gaetano Del Giudice
- Federico Del Re
- Floriano Del Zio
- Giuseppe Luigi Delitala
- Pietro Delle Favare (Ugo)
- Benedetto Deodato
- Agostino Depretis
- Giuseppe Devincenzi
- Gaetano Di Belmonte (Monroy Ventimiglia)
- Scipione Di Blasio
- Paolo Di Campello
- Alessandro Di Monale (Buglione)
- Antonio Di Rudinì (Starrabba)
- Ernesto Di Sambuy (Balbo Bertone)
- Gennaro di San Donato (Sambiase San Severino)
- Cesare Di San Gregorio Icheri
- Guido Di San Martino Valperga
- Gerardo Di San Tommaso (Carron)
- Giacomo Dina
- Pietro Donati
- Angelo Ducati

## E
- Pietro Ellero
- Paolo Emiliani Giudici

## F
- Angelico Fabbri
- Pietro Fabris
- Giovanni Fabrizj
- Nicola Fabrizj
- Gaetano Facchi
- Paulo Fambri
- Giuseppe Fanelli
- Enrico Fano
- Mattia Farina
- Domenico Farini
- Filadelfo Faro
- Carlo Fenzi
- Nicolò Ferracciu
- Antonino Ferrantelli
- Francesco Ferrara
- Giuseppe Ferrari
- Luigi Ferraris
- Angelo Ferri
- Giovanni Fiastri
- Gaspare Finali
- Luigi Fincati
- Antonio Finocchi
- Giuseppe Finzi
- Mariano Fogazzaro
- Ferdinando Fonseca Lopez
- Giuseppe Fornaciari
- Pietro Antonio Fossa
- Enrico Fossombroni
- Lodovico Frapolli
- Angelo Frascara
- Giulio Frisari
- Saverio Friscia

## G
- Federico Gabelli
- Giuseppe Galati de Spuches Ruffo
- Leopoldo Galeotti
- Gian Giacomo Galletti
- Salvatore Gangitano
- Giovanni Battista Gaola Antinori
- Enrico Garau
- Giovanni Garelli
- Giuseppe Garibaldi
- Giuseppe Garzoni
- Felice Genero
- Paolo Geranzani
- Luigi Gerra
- Giuseppe Ghezzi
- Andrea Ghinosi
- Giuseppe Giacomelli
- Costanzo Giani
- Giovanni Gibellini Tornielli
- Raffaele Gigante
- Giovanni Battista Gigliucci
- Carlo Giorgini
- Giovanni Battista Giorgini
- Francesco Maria Giunti
- Gaetano Giusino
- Cesare Golia
- Carlo Gonzales
- Ottaviano Goretti
- Giuseppe Govone
- Gaetano Grassi
- Severino Grattoni
- Luigi Gravina
- Luigi Greco Cassia
- Antonio Greco
- Eduardo Grella
- Luigi Griffini
- Paolo Griffini
- Francesco Antonio Gritti
- Angelo Grossi
- Francesco Domenico Guerrazzi
- Anselmo Guerrieri Gonzaga
- Giuseppe Guerzoni
- Enrico Guicciardi
- Ignazio Guiccioli
- Giuseppe Guttierez Del Solar

## J
- Stefano Jacini

## L
- Alfonso La Marmora (Ferrero)
- Giuseppe La Masa
- Luigi La Porta
- Pietro Lacava
- Fedele Lampertico
- Corrado Lancia Di Brolo
- Giovanni Lanza
- Giuseppe Lazzaro
- Diodato Leardi
- Alessandro Legnazzi
- Giuseppe Leonetti
- Lorenzo Leony
- Giacomo Lignana
- Francesco Lo Monaco
- Cristiano Lobbia
- Franco Luigi Lorenzoni
- Giovanni Battista Loro
- Luigi Loup
- Francesco Lovito
- Ercole Lualdi

## M
- Mauro Macchi
- Berardo Maggi
- Salvatore Majorana Calatabiano
- Salvatore Majorana Cucuzzella
- Benedetto Majorana Fiamingo
- Galeazzo Giacomo Maria Maldini
- Vincenzo Malenchini
- Girolamo Mancini
- Pasquale Stanislao Mancini
- Giuseppe Mannetti
- Giuseppe Angelo Manni
- Paolo Mantegazza
- Annibale Marazio Di Santa Maria Bagnolo
- Alessandro Marcello
- Luigi Marchetti
- Nicola Marcone
- Adriano Mari
- Filippo Marincola
- Filippo Mariotti
- Francesco Marolda Petilli
- Gaspare Marsico
- Ippolito Martelli Bolognini
- Pietro Paolo Martinati
- Massimiliano Martinelli
- Angelo Martinengo di Villagana Chizzola
- Enrico Martini
- Francesco Martire
- Francesco Marzi
- Ippolito Masci
- Paolo Massa
- Tullo Massarani
- Giuseppe Massari
- Stefano Massari
- Alceo Massarucci
- Alfonso Mathis
- Giovanni Matina
- Giacomo Mattei
- Domenico Mauro
- Isacco Maurogonato Pesaro
- Agatocle Mazzagalli
- Bonaventura Mazzarella
- Francesco Antonio Mazziotti
- Carlo Mazzucchi
- Giacomo Medici Del Vascello
- Nicolò Melchiorre
- Francesco Saverio Melissari
- Filippo Mellana
- Emilio Merialdi
- Giacomo Merizzi
- Giuseppe Merzario
- Angelo Messedaglia
- Raffaele Mezzanotte
- Luigi Alfonso Miceli
- Giovanni Battista Michelini
- Luigi Minervini
- Marco Minghetti
- Giorgio Ambrogio Molfino
- Andrea Molinari
- Baldassarre Mongenet
- Luigi Mongini
- Mattia Montecchi
- Giorgio Monteforte
- Coriolano Monti
- Francesco Clodoveo Monti
- Cirillo Emiliano Monzani
- Antonio Mordini
- Carlo Morelli
- Donato Morelli
- Giovanni Morelli
- Salvatore Morelli
- Andrea Moretti
- Giovanni Battista Moretti
- Michele Morini
- Robustiano Morosoli
- Emilio Morpurgo
- Agostino Moschetti
- Tancredi Mosti Trotti Estense
- Francesco Ignazio Murgia
- Benedetto Musolino
- Giuseppe Mussi
- Pietro Muti
- Enrico Muzi

## N
- Federico Napoli
- Lazzaro Negrotto Cambiaso
- Luigi Nervo
- Saverio Nicolai
- Giovanni Nicotera
- Nicola Nisco
- Niccolò Nobili
- Costanzo Norante di Santa Cristina
- Giovanni Battista Nori
- Alessandro Nunziante

## O
- Antonio Oliva
- Fileno Olivieri
- Sereno Omar
- Alfonso Origlia

## P
- Giulio Padovani
- Ferdinando Paini
- Ferdinando Palasciano
- Giuseppe Panattoni
- Ferdinando Panciatichi Ximenes d'Aragona
- Ferdinando Pandola
- Giuseppe Paolucci
- Carlo Papa
- Alberto Papafava Antonini dei Carraresi
- Gaetano Parisi Parisi
- Luigi Paris
- Giuseppe Pasetti
- Eleonoro Pasini
- Francesco Pasqualigo
- Paolo Paternostro
- Gabriele Luigi Pecile
- Pasquale Pelagalli
- Giacinto Pellatis
- Carlo Pellegrini
- Marco Pennotti
- Marcello Pepe
- Gioacchino Napoleone Pepoli
- Giacomo Pera
- Costantino Perazzi
- Ubaldino Peruzzi
- Matteo Pescatore
- Federico Giovanni Pescetto
- Enrico Pessina
- Pasquale Petrone
- Luigi Pianciani
- Giuseppe Salvatore Pianell
- Vincenzo Picardi
- Francesco Piccoli
- Piero Pieri
- Giuseppe Piolti de' Bianchi
- Giuseppe Piroli
- Domenico Pisacane
- Giuseppe Pisanelli
- Luigi Pissavini
- Agostino Plutino
- Antonino Plutino
- Andrea Podestà
- Carlo Poerio
- Giuseppe Polsinelli
- Achille Polti
- Carlo Possenti
- Michele Maria Gavino Praus
- Gian Domenico Protasi
- Piero Puccioni

## Q
- Gian Giacomo Quattrini

## R
- Matteo Raeli
- Leonardo Raffaele
- Ferdinando Ranalli
- Luigi Ranco
- Antonio Ranieri
- Achille Rasponi
- Urbano Rattazzi
- Giuseppe Rega
- Oreste Regnoli
- Francesco Restelli
- Giacomo Antonio Rey
- Spirito Riberi
- Augusto Riboty
- Bettino Ricasoli
- Vincenzo Ricasoli
- Giuseppe Ricciardi
- Giovanni Ricci
- Vincenzo Ricci
- Carlo Righetti
- Augusto Righi
- Ettore Ripandelli
- Pietro Ripari
- Mario Rizzari Paternò Castello
- Giuseppe Robecchi
- Vincenzo Rogadeo
- Giuseppe Romano
- Stefano Romeo
- Tito Ronchetti
- Emanuele Rorà (Lucerna Di)
- Alessandro Rossi
- Michele Rossi
- Francesco Paolo Ruggero

## S
- Francesco Saverio Sabelli
- Francesco Salaris
- Federico Salomone
- Antonio Salvagnoli Marchetti
- Paris Maria Salvago
- Vincenzo Salvoni
- Claudio Sandonnini
- Antonio Sandri
- Gaetano Sangiorgi
- Apollo Sanguinetti
- Luigi Sanminiatelli Zabarella
- Eugenio Sansoni
- Luigi Sartoretti
- Emanuele Schininà di San Filippo
- Lorenzo Scillitani
- Francesco Sebastiani
- Federico Seismit Doda
- Quintino Sella
- Gaetano Semenza
- Nicolò Serafini
- Giovanni Serpi
- Francesco Serra Cassano
- Luigi Serra
- Alfredo Serristori
- Giacomo Servadio
- Marco Sgariglia
- Ferdinando Siccardi
- Paolo Silvani
- Luigi Silvestrelli
- Riccardo Sineo
- Gennaro Sipio
- Giuseppe Sirtori
- Nicola Sole
- Luigi Solidati Tiburzi
- Raffaele Sonzogno
- Luigi Sormani Moretti
- Federico Spantigati
- Bertrando Spaventa
- Silvio Spaventa
- Martino Speciale Costarelli
- Giuseppe Speroni
- Gaetano Spina
- Vincenzo Spini
- Vincenzo Sprovieri
- Vincenzo Stocco
- Pietro Strada

## T
- Giorgio Tamajo
- Giuseppe Tamburi
- Giovanni Battista Tenani
- Carlo Tenca
- Antonio Testa
- Giovanni Thaon di Revel Genova
- Giacomo Tofano
- Gian Paolo Tolomei
- Vincenzo Tommasini
- Luigi Tornielli di Borgo Lavezzaro
- Federico Torre
- Pietro Torrigiani
- Giuseppe Toscanelli
- Gaetano Toscano
- Giuseppe Tozzoli
- Giuseppe Ignazio Trevisani
- Vincenzo Trigona di Canicarao
- Domenico Trigona Naselli di Sant'Elia

## U
- Gregorio Ugdulena
- Michele Ungaro

## V
- Pietro Vacchelli
- Cesare Valerio
- Giuseppe Valitutti
- Giuseppe Valmarana
- Diogene Valotti
- Pacifico Valussi
- Antonio Valvasori
- Carlo Verga
- Antonio Viacava
- Gustavo Vicini
- Leonardo Vigo Fuccio
- Angelo Villa Pernice
- Giovanni Battista Villano della Polla
- Pasquale Villari
- Tommaso Villa
- Vittorio Villa
- Bruno Vinci
- Emilio Visconti Venosta
- Giovanni Visone
- Francesco Saverio Vollaro
- Giuseppe Volpe

## Z
- Vincenzo Zaccagnino
- Giuseppe Zanardelli
- Giovanni Zanini
- Lorenzo Zarone
- Francesco Zauli Naldi
- Luigi Zini
- Camillo Zizzi
- Scipione Zorzi Allegri
- Giuseppe Zuradelli
- Enrico Zuzzi